# Cavaller romà
Els cavallers romans, també anomenats equites o classe eqüestre, foren una classe social dominant de l'antiga Roma, per darrere dels senadors. El nom prové del fet que inicialment eren els soldats que es podien pagar un cavall (equs) i servir com a tals a l'exèrcit.
També eren ciutadans lliures i privilegiats que es dedicaven al comerç i a l'administració de l'economia.

## Orígens
La tradició romana relata que l'Ordre dels Cavallers va ser fundada per Ròmul, que suposadament va establir un regiment de cavalleria de 300 homes anomenat Celeres per actuar com la seva escorta personal, amb cadascuna de les tres "tribus" romanes: Ramnes, Títies i Luceres, subministrant 100 cavalls. Aquest regiment de cavalleria suposadament va ser doblat de mida a 600 homes pel rei Luci Tarquini Prisc (dates tradicionals 616–578 aC), Probablement no eren tant una guàrdia com un grup social origen dels equites, si bé en aquell moment tots els cavallers eren encara patricis. Es considera que el seu nom derivava del seu cap, Celer, qui hauria matat a Rem. Estaven dirigits per un tribú celer.
Theodor Mommsen argumenta que la cavalleria reial es va extreure exclusivament de les files dels patricis (patricii), l'aristocràcia de Roma primitiva, que era hereditària. A part de l'associació tradicional de l'aristocràcia amb l'equitació, l'evidència d'aquesta visió és el fet que, durant la república, sis centuriae (circunscripcions electorals) d'equites a la comitia centuriata (assemblea electoral) van conservar els noms de les sis cavalleries reials originals. centuriae. Aquests són molt probablement els "centuriae dels nobles patricis" als comicia esmentats pel lexicòleg Sext Pompeu Fest. Si aquesta visió és correcta, implica que la cavalleria era exclusivament patricia en el període regi.

## Paper dins la societat romana republicana
Inicialment militars, amb el temps el seu nombre es va incrementar i van esdevenir una classe econòmicament poderosa. Els descendents d'aquests, molts d'ells militars, formaven part també de la classe dels cavallers. A aquesta categoria podien aspirar les classes acomodades de les ciutats provincials.
La comitia centuriata era l'assemblea popular més poderosa, ja que promulgava les lleis romanes i elegia anualment els magistrats romans, els oficials executius de l'estat: cònsols, pretors, edils i qüestors.
Els equites, en general, realitzaven un servei previ en l'exèrcit, consistent en:
- Primer, ser Prefecte d'una Cohort.
- Segon, ser Tribú d'una Legió.
- Tercer, ser Prefecte d'un esquadró (ala) de cavalleria.
- Quart, ser el centurió primus pilus (més antic) d'una Legió.
- Cinquè, ser el Tribú d'una Cohort pretoriana.
- Sisè, ser el centurió primus pilus (més antic) d'una Legió, per segona vegada.

Econòmicament la classe dels senadors i la classe del cavallers eren iguals ja abans de l'imperi. La diferència era que els primers havien exercit funcions dirigents, que generalment s'exercien dins les mateixes famílies. Els senadors també tenien alguns codis com la impossibilitat de dedicar-se al comerç, considerat una ocupació poc digna que els cavallers no havien de respectar i de fet no ho feien.

### Cavalleria
Els equites estaven subjectes al servei de cavalleria a la legió de la República. Originàriament proporcionaven tot el contingent de cavalleria d'una legió, encara que des d'una primera etapa a partir del 400 aC i no més tard del 300 aC), quan el nombre d'equitació s'havia tornat insuficient, un gran nombre de joves de la primera classe de plebeus eren regularment voluntari per al servei, que es considerava més glamurós que la infanteria. El paper de cavalleria dels equites va disminuir després de la Segona Guerra Púnica (218-201 aC), ja que el seu nombre es va tornar insuficient per proporcionar també els oficials superiors de l'exèrcit i els cavallers generals. Els equites es va convertir exclusivament en una classe d'oficials, amb la primera classe de plebeus proporcionant la cavalleria legionària.

## Època imperial
August va regular les classes: s'esdevenia cavaller quan es posseïen 400,000 sestercis; però a un senador li calia un milió; havia d'estar registrats a una centúria senatorial o una d'eqüestre segons el cas, i havia de passar pel censor. Els fills dels senadors van seguir un cursus honorum (carrera) separat per a altres equites abans d'entrar al Senat: primer un nomenament com un dels vigintiviri: "Comitè de Vint", un organisme que incloïa funcionaris amb una varietat de funcions administratives menors; o com a augur (sacerdot), seguit d'almenys un any a l'exèrcit com a tribunus militum laticlavius (subcomandant) d'una legió. Aquest càrrec s'ocupava normalment abans que la tribuna esdevingués membre del Senat.
Amb l'imperi els cavallers van esdevenir una burocràcia de funcionaris que va ocupar la major part dels càrrecs importants abans ocupats pels senadors. A finals del segle ii i al segle iii els cavallers van ocupar els principals càrrecs.
Progressivament van entrar en els nous càrrecs (com el Curator o l'Advocatus Fiscii creat en temps d'Hadrià) i en les secretaries de l'Emperador, que abans desenvolupaven els lliberts.